# 1379
Cette page concerne l'année 1379  du calendrier julien.
L'année 1379 est une année commune qui commence un samedi.

## Événements
- Tamerlan prend Ourguentch[1].

### Europe
- 23 janvier[2] : la reine Marie de Sicile est enlevée à Catane sur ordre de Pierre IV d'Aragon, pour éviter son mariage projeté avec Jean Galéas Visconti. En 1380, Martin d'Aragon est envoyé par son père comme vicaire en Sicile.
- 5 mars : fondation du New College à Oxford[3].
- 19 mars : Jan z Jenštejna devient archevêque de Prague (fin en 1396)[4]. Il entre en conflit ouvert avec l'empereur et roi de Bohême Venceslas IV.
- 26 avril[5] : les barons bretons révoltés contre le roi de France signent à Rennes un acte de confédération et rappellent le duc Jean IV de Bretagne. Les Bretons engagés auprès de Charles V l'abandonnent.
- 29 mai :
  - Victoire navale de Gênes sur Venise à la bataille de Pola[6].
  - Début du règne de Jean Ier (1358-1390), roi de León et de Castille[7].
- 20 juin, grand Schisme d'Occident : Clément VII qui n’a pas pu prendre Rome, revient à Avignon comme anti-pape[8].
- 1er juillet : début du troisième règne de Jean V Paléologue, empereur byzantin (jusqu'en 1391), rétabli par Mourad Ier[9]. Il reconnaît la tutelle turque.
- 31 août : le Juif de Séville don José Pichón, almoxarife du roi Henri II de Castille, est condamné et exécuté à l’instigation de ses coreligionnaires. Le roi Jean Ier de Castille, fou de colère à la perte de son ministre, mène une politique anti-juive[10].
- 3 août : Jean IV de Bretagne débarque à Dinard et Richard II d'Angleterre débarque en France.
- 16 août, guerre de Chioggia. Prise de Chioggia par les Génois. Venise est prise en étaux entre la flotte de Gênes et les armées hongroises et padouanes. Elle s'en sort grâce à l’action de Vettor Pisani (1381).
- 5 septembre : début de la révolte des chaperons blancs à Gand contre le comte de Flandre. Elle atteint Bruges et Ypres puis se répand à toute la Flandre. Une paix est signée avec le comte fin novembre mais le conflit reprend en février 1380. Philippe van Artevelde prend la tête de la révolte en 1381[11].
- 9 septembre : le traité de Neuberg partage le patrimoine des Habsbourg entre Albert (Basse-Autriche) et Léopold (Styrie, Carinthie, Carniole, Tyrol), premier de la branche léopoldine, qui assurera la continuation de la lignée[12].
  - Albert III de Habsbourg devient duc d’Autriche (fin en 1395).
  - Léopold III de Habsbourg (1351-1386) devient duc de Styrie.
- 25 octobre : soulèvement anti-fiscal à Montpellier[13]. Troubles à Aubenas en octobre et à Alès en novembre[14].